# Ружани (Лодзинське воєводство)
Ружани (пол. Różany) — село в Польщі, у гміні Ґловно Зґерського повіту Лодзинського воєводства.